# Ephraim King Wilson (1771–1834)
Ephraim King Wilson (ur. 15 września 1771, zm. 2 stycznia 1834) – amerykański polityk i prawnik.
W latach 1827–1831 przez dwie dwuletnie kadencje Kongresu Stanów Zjednoczonych był przedstawicielem ósmego okręgu wyborczego w stanie Maryland w Izbie Reprezentantów Stanów Zjednoczonych.
Jego syn, także Ephraim King Wilson, również reprezentował stan Maryland w Kongresie Stanów Zjednoczonych, zarówno w Izbie Reprezentantów, jak i w Senacie.